# Tetraszén-dioxid
A tetraszén-dioxid a szén-oxidok közé tartozó vegyület.  A hivatalos neve buta-1,2,3-trién-1,4-dion., képlete C4O2 vagy O=C=C=C=C=O.
Tagja a lineáris szén-dioxidok családjának: O(=C)n=O.  A  család első néhány tagja:
- szén-dioxid: CO2 vagy O=C=O
- a diszén-dioxidot (C2O2 vagy O=C=C=O)
- a szén-szuboxidot (C3O2 vagy O=C=C=C=O)
- a pentaszén-dioxidot (C5O2 vagy O=C=C=C=C=C=O)

és így tovább.

## Előállítás
A vegyületet először 1990-ben állították elő szilárd argonmátrixban gyűrűs azaketonok gyors pirolízisével.
Még ugyanebben az évben gázfázisban is előállították ((CH3−)2(C4O2)(=O)2=)2 ütközéses ionizációjával. Bár elméleti vizsgálatok szerint az O(=C)n=O család páros számú tagjai instabilak, a C4O2 a mátrixban stabil, de fény hatására triszén-monoxidra és szén-monoxidra bomlik. A molekula triplett alapállapotú.

## Fordítás
Ez a szócikk részben vagy egészben  a   Tetracarbon dioxide című angol Wikipédia-szócikk ezen változatának fordításán alapul.  Az eredeti cikk szerkesztőit annak laptörténete sorolja fel. Ez a jelzés csupán a megfogalmazás eredetét és a szerzői jogokat jelzi, nem szolgál a cikkben szereplő információk forrásmegjelöléseként.